# Aplosporella leucaenicola
Aplosporella leucaenicola är en svampart som beskrevs av S. Ahmad 1969. Aplosporella leucaenicola ingår i släktet Aplosporella och familjen Botryosphaeriaceae.   Inga underarter finns listade i Catalogue of Life.